# Айови, Марлон
Марлон Айови (полностью — Марлон Ритер Айови Москера исп. Marlon Riter Ayoví Mosquera; род. 27 сентября 1971 в Гуаякиле) — эквадорский футболист, полузащитник, большую часть своей карьеры выступавший за эквадорский клуб «Депортиво Кито».

## Международная карьера
Марлон Айови попадал в состав сборной Эквадора на 2 Чемпионатах мира: 2002 и 2006 годов.
На турнире 2002 года в первом матче против сборной Италии Айови на 59-й минуте заменил Эдвина Тенорио, во втором матче против Мексики он вновь вышел на замену, на этот раз сменив Ивана Кавьедеса на 35-й минуте, а в последней игре с Хорватией он появился уже в стартовом составе, отыграв все 90 минут.
На Чемпионате мира 2006 года из 4-х игр сборной Эквадора на этом турнире Айови появился лишь в одной из них. Выйдя в стартовом составе и в ранге капитан в последнем матче группового турнира против сборной Германии он был заменён на 68-й минуте на Патрисио Уррутию.